# Farum Kirke
Farum Kirke er en kirke i Farum Sogn i Furesø Kommune i Farums gamle landsby i den vestlige del af den nuværende Farum by. Det er Farums ældste bygning, og den er velbevaret. Apsis, kor og den østlige del af kirkeskibet er fra 1100-tallet og bygget af rå og kløvede kampesten med hjørner og vinduesåbninger af frådstensblokke. Kirken er en romansk kampestensbygning med kvadratisk kor med apsis samt et bredere skib. Kirkens ældste tilføjelse er våbenhuset foran skibets kvindedør, norddøren. Omkring år 1400 blev kirkeskibet forlænget mod vest, og det nuværende kirketårn blev bygget til.
Kirken har en godt 400 år gammel altertavle – en katekismustavle – med skriftfelter. Døbefonten er i romansk stil og af skånsk sandsten. Prædikestolen har statuetter af de fire evangelister og karakteriseres som landlig renæssance.
Umiddelbart op til kirken ligger mod vest en gammel gulkalket bygning i bindingsværk. Ved siden af den ligger præstegården og en sognegård med kirkegårdsadministrationen og mødelokaler.
Farums gamle kirkegård omgiver kirken og har 1277 gravpladser. I 1970 indviedes en ny kirkegård med 1914 gravpladser i kirkens nærhed mod vest. Den er tegnet af landskabsarkitekt Henning Rasmussen og er i udformningen inspireret af vikingefæstningen Trelleborg.
I 2010 blev Farum Kirke restaureret med nye kirkebænke, kalkning. Et nyt orgel stod først klar i 2012.

## Eksterne kilder og henvisninger
- Farum Sogns hjemmeside Arkiveret 15. januar 2021 hos  Wayback Machine
- Kalkmaleri i Farum Kirke
- Farum Kirke Arkiveret 5. juli 2013 hos  Wayback Machine hos KortTilKirken.dk
- Farum Kirke Arkiveret 17. oktober 2014 hos  Wayback Machine hos danmarkskirker.natmus.dk (Danmarks Kirker, Nationalmuseet)

- Wikimedia Commons har flere filer relateret til Farum Kirke